# أحمد بن ماجد
أحمدُ بنِ ماجدٍ بنِ محمدٍ (821هـ-906هـ/1418-1501م) «النجدي». ملاح وجغرافي عربي من جلفار، برع في الفلك والملاحة والجغرافيا، واشتهر في القرن العشرين خطاً بأنه من قاد ڤاسكو دا ڠاما إلى الهند. أطلق عليه البرتغاليون (بالبرتغالية: almirante) ومعناها أمير البحر (الأميرال)، ويلقب بـ«معلم بحر الهند». ينتسب إلى عائلةٍ من الملاحين. كتب العديد من المراجع الملاحية، وكان خبيراً ملاحياً في البحر الأحمر وخليج بربرا (خليج عدن) والمحيط الهندي (بحر الهند) ومضيق ملقا وصولاً إلى بحر الصين الجنوبي.
يتمتع ابنُ ماجدٍ بأشهرِ اسمٍ في تاريخ الملاحة البحرية في الحضارة الإسلامية وعلم الملاحة العربي، وقد ارتبط اسمه بالرحلة الشهيرة لحملة ڤاسكو دي ڠاما البرتغالية من البرتغال إلى الهند حيث شاع عنه مساعدته له كأميرٍ للدفّةِ في قطع المرحلة الأخيرة ما بين مالندي (في كينيا حالياً) إلى قليقوت (كوريكود جنوبيَّ الساحلِ الهنديِّ الغربي) لأول مرةٍ في تاريخ الأورپيين. لكنّ ذلك لم يك سوى خطأٍ من الرواة إذ إنّ ابنَ ماجدٍ لم يأتِ على ذكر هذه الواقعة فيما كتب بعد رحلة دي ڠاما الاستكشافية سنة 1498م، ولم يذكرْها من المؤرخين المسلمين سوى النُّهْرُوالي، في حين لم يأتِ على ذكرِها المؤرخون البرتغاليون، كما حقق سلطان بن محمد القاسمي في الواقعة وأثبت خطأها.
ولابنِ ماجدٍ الفضلُ في إرساء قواعد الملاحة فيما وراء البحار في بحر الهند، وقد بقيت مؤلفاته وتطويراته للأدوات الملاحية كالبوصلةِ ووردة الرياح في مجال الملاحة سائدةً في كلٍّ من البحر الأحمر (بحر القلزم) والخليج العربي وبحر الهند وربما أيضاً في بحر الصين الجنوبي لزمنٍ طويل وهو أشهر من كتب في موضوع المرشدات البحرية الحديثة.

## اسمه
شهاب الدين أحمد بن ماجد بن محمد بن عمر بن فضل بن دويك بن يوسف بن حسن بن حسين بن أبي معلق بن أبي الركايب. وكني بـ «ابن ماجد» و«ابن أبي الركائب». ولقب بـ«الشهاب»، و«شهاب الحق» و«شهاب الدين» دلالة على تدينه. كما لقب بـ «رابع الثلاثة» و«المعلم أسد البحار» و«ربان الجهازين» و«معلم بحر الهند» دلالةً على علمه. ولد أحمد بن ماجد في جلفار عام 821هـ/1418م وتوفي عام 906هـ/1501م.

## نسبه
تحدث ابنُ ماجدٍ عن أنه ينتسب إلى القبائل العدنانية من تهامة ونجد والحجاز.
واختلف المؤرخون في موطنه أو مدينته إذ نُسب إلى مدينة جلفار التابعة لمملكة هرمز وقتئذٍ ومن ضمنها محافظة مسندم في عُمان الحالية. كما أرجع بعضهم أنه تميمي من ثادق في نجد  مع أنّ ابنَ ماجدٍ نفسَه لم يقل بذلك. كما قيل إنه ظفاري من إقليم ظفار في عُمان أو إنه من اليمن.
وذكر ابنُ ماجدٍ في قصيدةٍ له اسمها «عدة الأشهر الرومانية» انتسابه إلى بني سعد بن قيس عيلان، يقول:

| فخذ حكما من ماجد بن ماجد |  | يؤول إلى سعد بن قيس بن عيلان |

وكان أبوه وجده ملاحَيْن مشهورَيْن، يقول عن جده: «عليه الرحمة كان نادرة في ذلك البـحر (بحر الهند أو المحيط الهندي)، واستفاد منه والدي، وأسهما في معرفة القياسات، وأسماء الأماكن، وصفات البحر والبحار».

## ثقافته
عرَف ابنُ ماجدٍ الكتابة والقراءة رغم أن ملاحي بحر الهند في ذلك الزمن كانوا أميين في معظمهم، كما تدل كتاباته على علم باللغة العربية وتفاصيلها. وكان ضليعاً بعلم الفلك وتطبيقاته في علم الملاحة. وعرف أسماء الكواكب بالعربية واليونانية. واستخدم الاسطرلاب بمهارة. وتحدث في كتاباته عن أمور عديدة مثل الدين والجغرافيا والتاريخ والأدب والأنساب. وتدل آثاره أنه تكلم اللغة التاميلية، كما عرف السواحيلية السائدة على سواحل شرقي إفريقيا على المحيط الهندي، وألمّ بالفارسية إلماماً بالإضافة لإتقانه اللغة العربية.

## حياته
بدأ «أحمد» في سن العاشرة مصاحبة والده في رحلاته البحرية وقاد تحت إشرافه أول رحلةٍ وهو في سن السابعة عشرة، وتعلم البحار الصغير الفلك والرياضيات والجغرافيا جنباً إلى جنب مع التاريخ والأدب، وألف أكثر من ثلاثين كتاباً ورسالةً وأرجوزةً أرسى فيها وأسسّ قواعدَ علمٍ جديدٍ هو «علم البحار» لم يك معروفاً من قبل كما استحدث أدواتٍ ملاحيةً جديدةً أهمها تصميمه «البوصلة البحرية» المقسمة إلى 22 درجة والتي ماتزال مستعملةً حتى الآن.

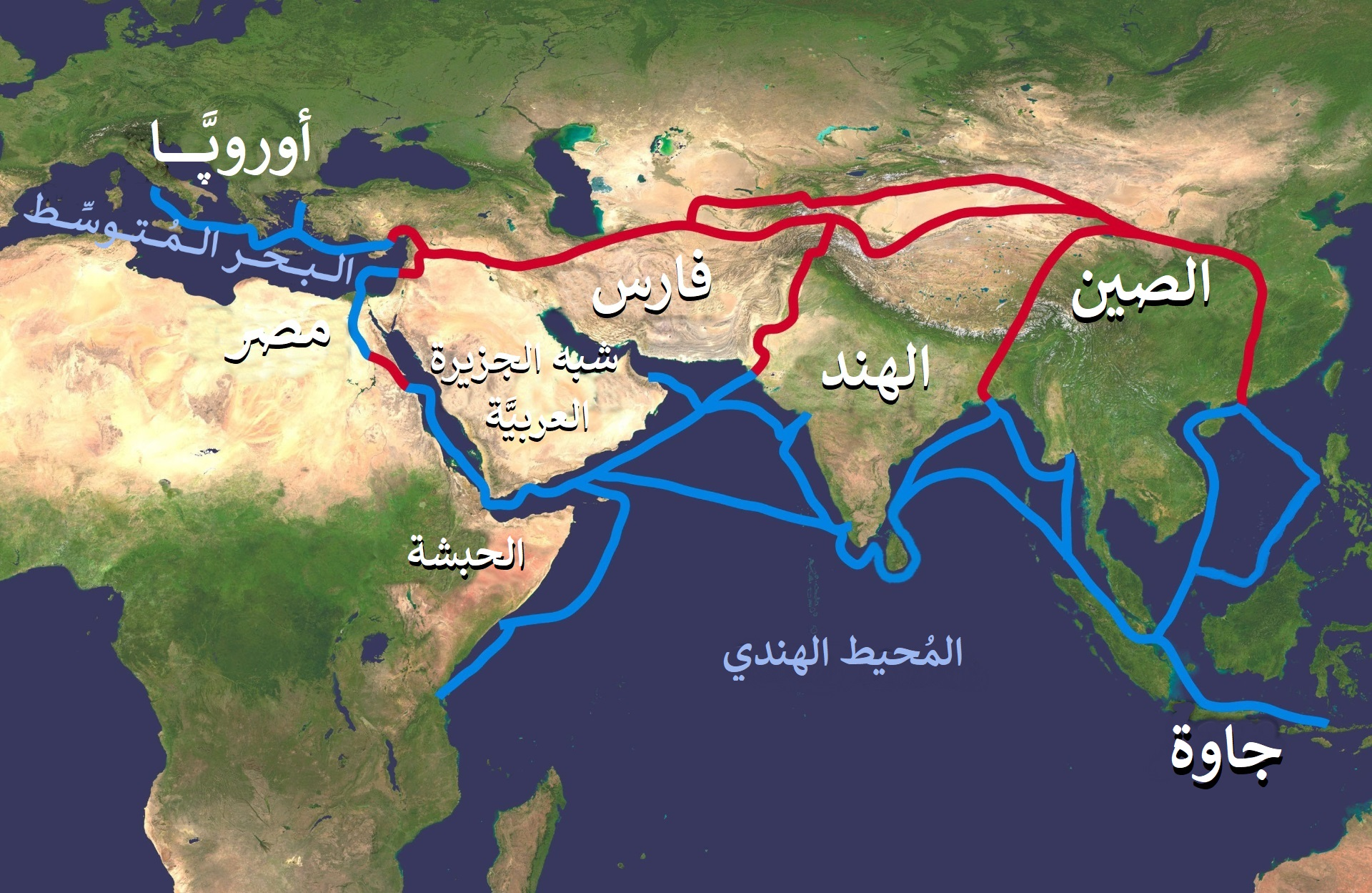
طريق الحرير من الصين بـالأحمر، وطريق التوابل من الهند وجزر الهند الشرقية (جنوب شرق آسيا) البحري -ومن ضمنه طريق البخور واللبان ما بين ظِفار (عُمان) ومصر- بـالأزرق، وهما الطريقان الأعرق في التجارة الدولية لأكثرَ من ثلاثة آلاف عامٍ حتى عصر ابن ماجد.

وكان العرب عرفوا آلاتٍ ملاحيةً وفلكيةً لتحديد خطوط العرض معتمدين في ذلك على معرفتهم الدقيقة بمواقع النجوم وكان من هذه الآلات «الكمال» و«البليستي» و«اللوح»، والأخيرة والتي أذهلت «ڤاسكو دو ڠاما» حين رآها «وردة الرياح» وهي آلة من الخشب تقسم عليها دائرة الأفق إلى الجهات الأربع الأصلية أي أربعة أرباعٍ وهذه تقسم إلى أثمانٍ وبدورها تقسم هذه إلى ستة عشر قسماً فإلى ستٍّ وثلاثين (أي يقسم ما بين كلِّ جهتين إلى أقسامٍ صغيرة)، وتستخدم لمعرفة اتجاه الرياح بدقةٍ ومن أين تهب.

## أعماله

### كتاباته
نظم «ابنُ ماجدٍ» الشعر في الملاحة سواءً لأغراضٍ علميةٍ تعليميةٍ (حيث يسهل حفظ الأرجوزة واستذكارها عند الحاجة) أو لرواية الأخبار، كما كتب نثراً. ترجع أهمية استخدام النظم أو الشعر إلى أن معظم القباطنة والبحارة كانوا ذلك العصر أمّيين لايتقنون القراءة والكتابة فكان حفظ الأراجيز (وهي قصائد منظومة على بحر الرجز) أسهل عليهم لمعرفةِ واستذكارِ المعلوماتِ المهمةِ حولَ الإبحارِ والأنواءِ والتوقيتاتِ والاتجاهاتِ ورصدِ الكواكبِ، فوصل عدد أراجيزه وقصائده المكتشفة إلى أربعٍ وثلاثينَ قصيدةً يصل عديد أبياتها إلى ثلاثةٍ وستمئةٍ وأربعةِ آلافِ (4603) بيتٍ. وتدل الأبحاث على ثماني عشرةَ قصيدةً ماتزال مفقودة. وله أعمالٌ نثريةٌ معروفة اليوم أهمها: «مختصر كتاب الفوائد في أصول علم البحر والقواعد» (يعتقد ألفه عامَ 1489م) وكتابُ «الفصول» وكتابُ «الملل». أما نثرُه المفقودُ فأهمها كتابين: «مطول كتاب الفوائد في أصول علم البحر والقواعد» (يعتقد ألفه عام 1475م) الذي اختصره فيما بعد في الكتاب ِالأولِ المذكورِ آنفاً، وكتاب «شرح الذهبية» وكتاب «حاوية الاختصار في أصول علم البحار»، وتُرْجم له بعض الكتب مثل «المحيط» إلى التركية العثمانية ومنها نقل إلى اللغاتِ الأوروپية، لكنَّ الصحيحَ أن «المحيطَ» من تأليفِ سيدي علي رئيس لكنه احتوى مطولاتٍ من آثارِه وآثارِ سليمان المهري تلميذِ ابنِ ماجدٍ المتأثرِ به.

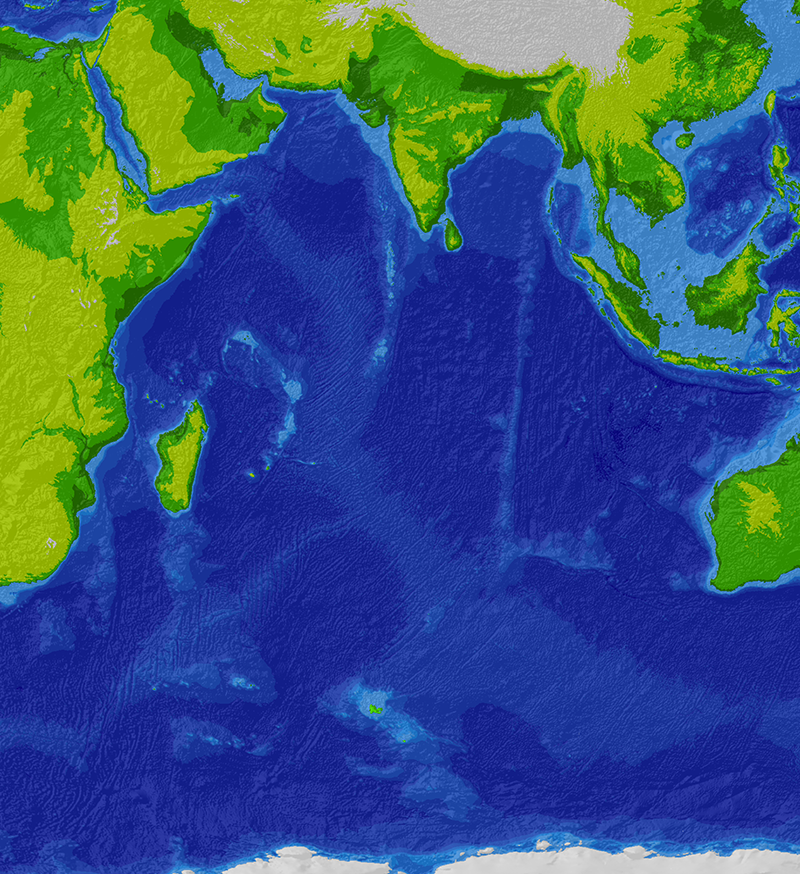
خريطة للمحيط الهندي (بحر الهند) وسواحله، والخليج العربي، والبحر الأحمر، وخليج البنغال، وبحر العرب، ومضيق ملقا وبحر الصين الجنوبي.

ومن محفوظاتِ معهدِ الدراساتِ الشرقيةِ بلينينغراد مخطوطةٌ عربيةٌ شعريةٌ كتبها ابنُ ماجدٍ في ثلاثةِ فصولٍ وصف فيها طرق الملاحة المختلفة عبر البحر الأحمر وبحر العرب والمحيط الهندي (أو بحر الهند كما دعاه العرب والفرس) نهاية القرن الخامس عشر الميلادي وبداية القرن السادس عشر.
وتبلغ آثارُ ابنِ ماجدٍ أكثرُ من أربعينَ عملاً مكتوباً نذكر منها:
- الفوائد في أصول علم البحر والقواعد، وهو أهم كتبه.
- رسالة قلادة الشموس وأستخراج قواعد الأسوس، وربما تنسب إلى سليمان المهري.
- كتاب تحفة الفحول في تمهيد الأصول.
- العمدة المهدية في ضبط العلوم البحرية.
- المنهاج الفاخر في علم البحر الزاخر.
- القصيدة الهمزية.
- الأرجوزة السبعية.[18]
- كتاب الفصول.
- كتاب الملل.
- شرح الذهبية.
- حاوية الاختصار في أصول علم البحار.

### الملاحة البحريةوعلم الملاحة العربي

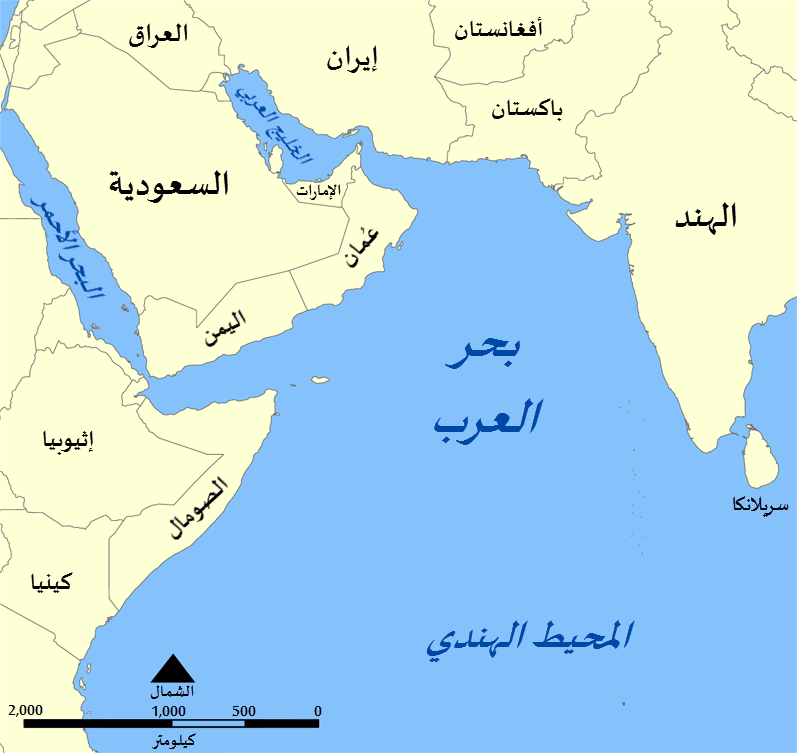
الخريطة السياسية الحالية لبحر العرب والجزء الشمالي الغربي من المحيط الهندي (بحر الهند).

يعد كتاب «الفوائد في أصول علم البحر والقواعد» أهم ما يذكر في الملاحة البحرية وعلم الملاحة العربي وارتباطه بعلم البحار ففيه يوضح ابنُ ماجدٍ تاريخ علم البحر والملاحة البحرية حتى القرن الخامس عشر الميلادي، والكتاب يلقي الضوء على مدى تأثر البرتغاليين فيما بعد بعلوم المسلمين، وبتقاليد الملاحة البحرية بشكلٍ عامٍّ وفي بحر الهند بشكلٍ خاصٍّ، ويتحدث الكتاب عن العلوم والثقافات التي يجب أن يلمَّ بها ربان السفينة فيقول إن لركوب البحر واجباتٍ كثيرةً أهمها معرفة المنازل والمسافات والقياس والإشارات. كما رسمَ ابنُ ماجدٍ الكثير من الخرائط البحرية وقام برحلاتٍ عديدةٍ إلى شرق إفريقيا والهند وجنوب شرق آسيا وربما وصل إلى الصين.

### القياس بالأصابع
أوجد ابنُ ماجدٍ صلةًً بين تقسيمِ دائرةِ الأفقِ إلى اثنينِ وثلاثينَ جزءاً تماثلُ أخنانَ البوصلة وبين استخدام قبضة اليد والذراع مبسوطةً في اتجاه البصر أمام الراصد. فقبضة اليد من الخنصر إلى الإبهام والذراع ممدودة إلى الأمام تمثل 1/32 جزءاً من محيطِ دائرةٍ مركزها نقطةُ اتّصالِ الذراعِ بالكتفِ، فلو استقبلنا الشمالَ لأمكنَ باستخدامِ قبضةِ اليدِ فقطْ التعرفُ على أيِّ اتجاهٍ آخرَ على دائرةِ الأفق. وفي ذلك يقول ابن ماجدَ في كتابه الفوائد في وصف طريقةٍ لتحديد القبلة:
| أحمد بن ماجد | ... وكذلك دورة السماء 32 جزءاً؛ يقصد دائرة الأفق، وكل جزء قبضة من الخنصر إلى الإبهام وأنت مستقبِلُها مادّاً بها ذراعك. فَحُطَّ بيت الإبرة أمامك وصلِّ على أي خِنٍّ جاء في النظم على أي بلد أنت بها واقبض ببعض الأدلة المشار إليها عند عدم وجود الحُقّةِ؛ أي البوصلة، ...ولما كانتِ المسافة بين الخنصر والإبهام، واليد مقبوضة، تساوي نحو سبعة أصابع فإن تقسيم دائرة الأفق يصبح 334 إصبعاً وهو الأساس الذي بني عليه تقسيم "الحقة" العربية | أحمد بن ماجد |

### البوصلة

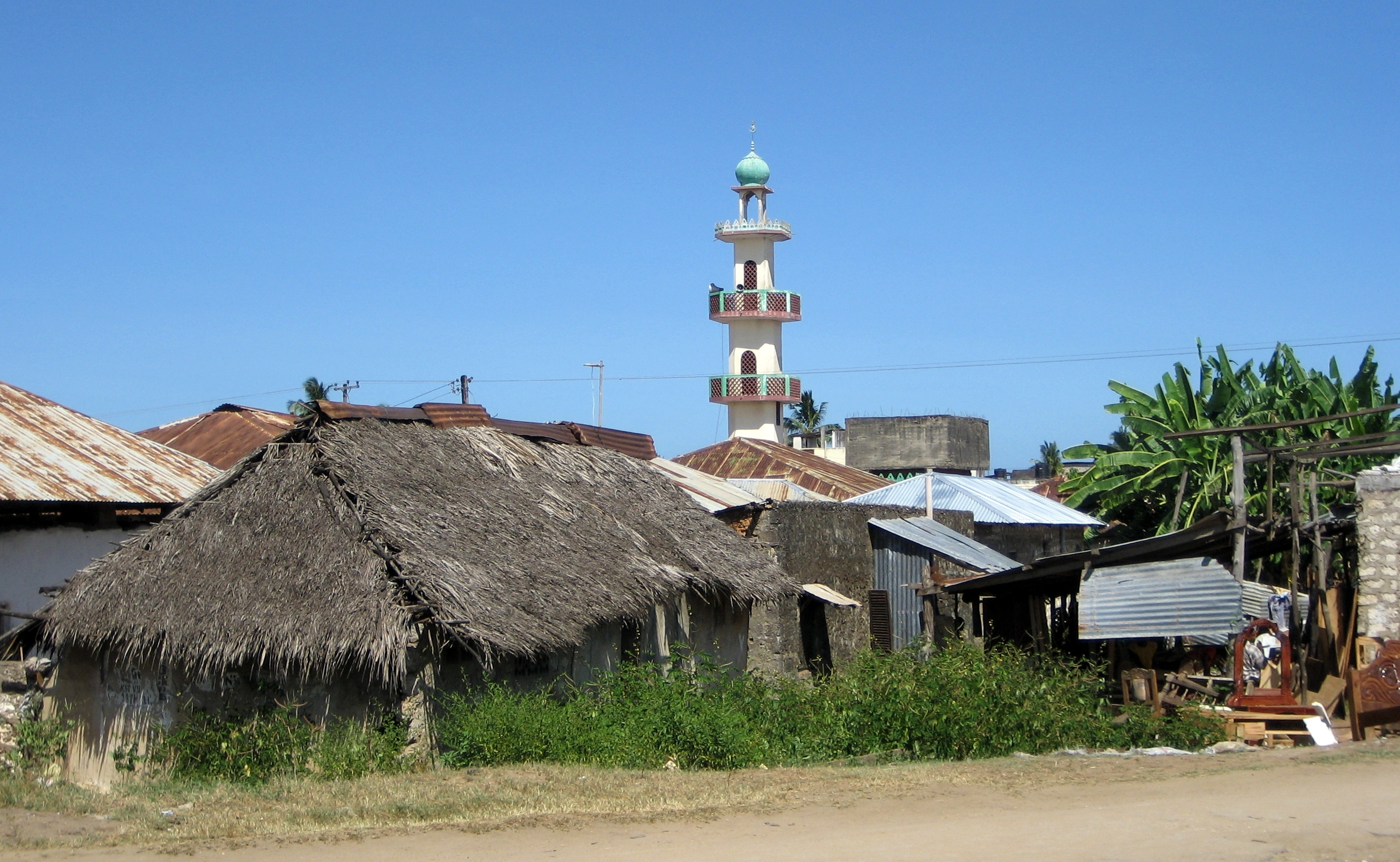
مدينة مالندي القديمة وتبدو مئذنة المسجد الجامع القديم

وابنُ ماجدٍ مطوّرُ البوصلةِ التي يسميها «الحُقّة» إذ يذكر في كتابه «الفوائد»: «..ومن اختراعنا في علم البحر تركيب مغناطيسٍ على الحقّة بنفسه، ولنا فيه حكمةٌ كبيرةٌ لم تودعْ في كتاب». ذلك أن البوصلةَ التي عرفها العرب من الصين كانت بدائيةً لاتعدو وضع قضيبٍ مغناطيسي على عودَيْ خشبٍ خفيفيْن ووضعهما على وعاءٍ فيه ماءٌ فيطفوان وهما يحملان القضيب، ويتحرك العودان الحاملان على الماء بحسب اتجاه القضيب المغناطيسي مؤشراً باتجاه شمال-جنوب.
وجاءَ تطويرُ ابنِ ماجدٍ ليجعلَ القضيب المغناطيسي مثبتاً من منتصفه على محورٍ عموديٍّ منصوبٍ على قاعدةٍ رُسِمتْ عليها الاتجاهات، هذا التثبيت للقضيب المغناطيسي -بحيث يكون حر الحركة بالدوران أفقياً حول المحور العمودي- يؤهله للدوران أفقياً بحريةٍ ليشير نحو الشمال المغناطيسي. ثم إنه وضع المجموعة كلها في وعاءٍ زجاجي يحفظها ويسهل استخدامها ويجعلها قابلةً للحمل والنقل، والغالب أنه أول من سمّاها الحُّقّة (وهي لفظةٌ عربيةٌ تعني إناءً صغيراً يشبه الحنجور إلا أنه أقل عمقاً).

### هل قاد ابنُ ماجدٍ البرتغاليين إلى الهند حقاً؟ وهل له من فضلٍ علىڤاسكو دي غاما؟

الطريق ما بين إفريقيا والهند الذي سلكه ڤاسكو دي ڠاما في رحلته الأولى (1497-1499).

في آخر أرجوزةٍ لابن ماجدٍ وهي الأرجوزة السِفالية (نسبةً إلى سِفالة (بالإنجليزية: Sofala) ميناءٌ مندثرٌ حالياً يقع شمالي موزمبيق) -وربما كانت أثرَهُ الوحيدَ بعد ظهور البرتغاليين في بحر الهند كتبها سنة 906هـ/1501م قبل وفاته بقليلٍ- ذكر فيها البرتغاليين وأخبارهم وسماهم الإفرنج -على عادة المسلمين في تسمية الأوروپيين إذ ذاك- وأورد نزولهم مدغشقر وجزر القُمْر، بل وذكر مجيئهم ثانيةً للهند (رحلة پيدرو ألفارس كابرال (1467-1520م) أواخر سنة 1500م) بعد رحلة ڤاسكو دي ڠاما الاستكشافية الأولى، ومع ذلك لم يذكرْ شيئاً عن مرافقته لتلك الرحلة الأولى، كما لم يأتِ أحدٌ من المؤرخين من بعد ابنِ ماجدٍ على ذكر عمله كأميرٍ للدفّة لـ«ڤاسكو دي ڠاما» (1469-1524م) (بالبرتغالية: Vasco da Gama) في رحلته الأولى من مالندي (باللغة السواحلية: Malindi) (ميناء في كينيا حالياً يبعد حوالي 120 كم شمال شرقي مومباسا) إلى ميناءِ قليقوت (جنوب غربي الهند، وتذكر أيضاً قاليقوط أو كوريكود حالياً) سنة 1498م، والوحيد الذي ذكر ذلك كان «قطب الدين النهروالي» المتوفى سنة 990هـ/1583م في كتابه «البرق اليماني في الفتح العثماني» في النصف الثاني من القرن السادس عشر الميلادي، ثم نقل ذلك عنه المستشرق الفرنسي «ڠابرييل فِرّان» سنة 1922 استناداً إلى مخطوطةٍ للكتاب تعود للعام 1577م معتبراً إيّاه الأحرى بلقب مكتشف طريق الهند، ومن حينها شاع بأنّ ابنَ ماجدٍ أرشد البرتغاليين إلى الهند، مع أن مؤرخين أخر اعترضوا على الفكرة من أصلها لسببين أولاهُما أخطاء «فِرّان» بترجمة النُّهْرُوالي، وثانيهما عدم ذكر ابن ماجدٍ في الأدبيات التأريخية البرتغالية. شاع هذا الخطأ حتى حَمَل بعض المؤرخين العرب على ابن ماجدٍ لمسؤوليته عن مساعدة البرتغاليين الذين قضوا على الملاحة العربية في بحر الهند. لكنّ القضيةَ أيسرُ من ذا بكثير، فإن يك الذي قام بها ابنُ ماجدٍ أو غيرُ ابنِ ماجدٍ، عربياً أو غيرَ عربي، مسلماً أو مسيحياً أو هندوسياً، فهو إنما أرشد سفينتين تجاريتين تطلبان العون، ولايمكنُ أن يُتوَقّعَ من مَخْبَرِهِما ما جرى فيما بعدُ من فظائعَ نتيجةَ وحشيةِ البرتغاليين التي مارسوها في بحر الهند، والأمر ذاته بالنسبة لحاكم مالندي الذي أرسل لهم البحارَ ذاك، أما لقبُ مكتشفِ طريقِ الهندِ فليس لـ«دي ڠاما» أن يدّعيه، وسنتكلم عن ذلك لاحقاً عند الحديث عمّا يقع من خلطٍ في ترجمة دي ڠاما وإنجازاته.

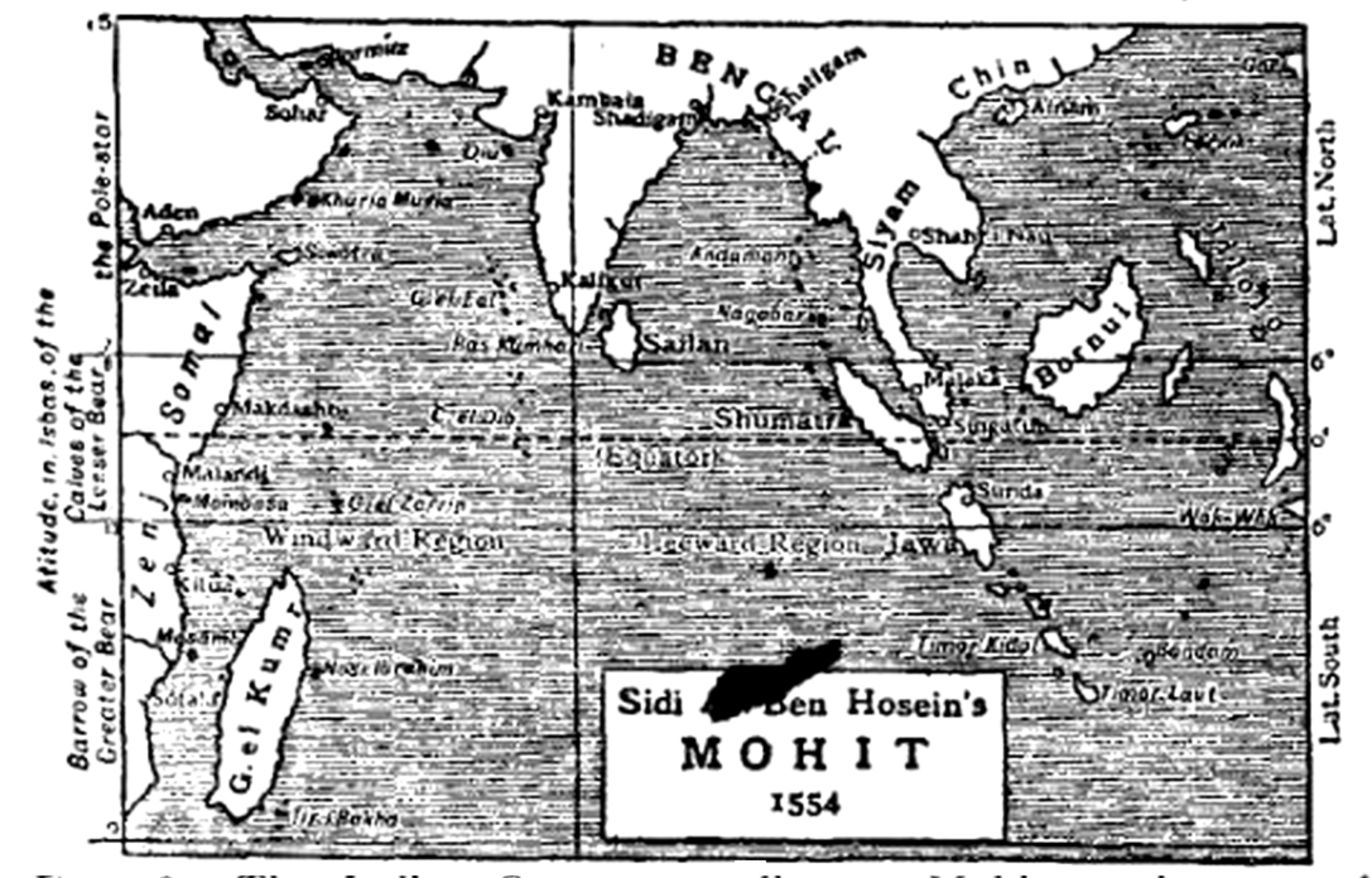
إعادة تمثيل تعود لعام 1911 لمعلومات العثمانيين عن المحيط الهندي، والمسجلة من قبل سيدي علي ريس في خريطةٍ من كتابه «محيط» عام 1554م.

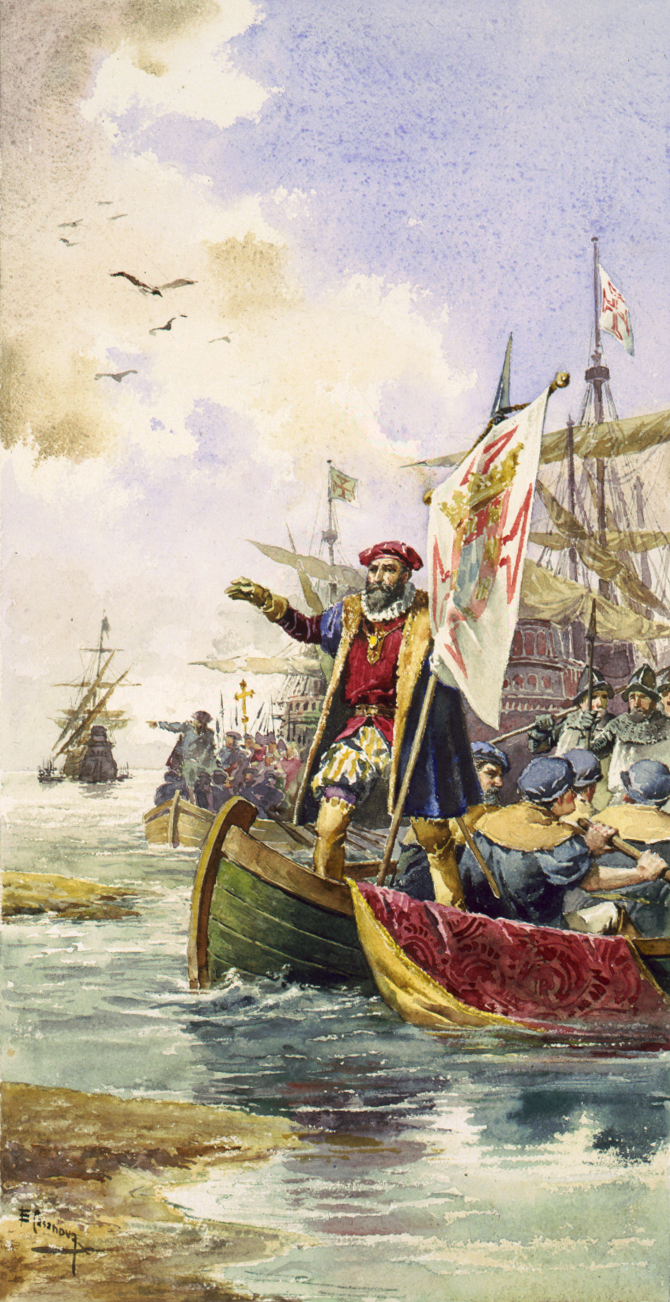
لوحة تمثل ڤاسكو دي ڠاما يصل قليقوت في الهند (20 مايو/أيار سنة 1498م).

[وقد اعترف لابنِ ماجدٍ بالفضل وسعة العلم «سيدي علي ريّس» (1498م-1562م) أحد مشاهير أمراء البحر العثمانيين في كتابه «المحيط في علم الأفلاك والأبحر» -الذي وضع مُسَوّداته أثناء رحلته كقائدٍ للحملة البحرية العثمانية إلى بحر الهند (962هـ-965هـ/54-1557م)- واعتمد فيه كثيراً على مؤلفاتِ ابنِ ماجدٍ وتلميذه سليمان المهري (885هـ-961هـ/1480-1554م) وهما أفضل ربابنة بحر الهند وقدّر قيمتها بقوله: «إذِ الملاحةُ بدون هذه الكتبِ جدُّ متعذرةٍ»، ومن ذلك -على سبيل المثال لا الحصر- أنه عقد باباً كاملاً (الباب التاسع) وصف فيه ثلاثين طريقاً بحرياً في بحر القلزم وبحر الهند، وهو غيضٌ من فيضٍ مما قبَسَهُ من ابنِ ماجدٍ الذي وصفه في كتابه بقوله: «هذا أفضل ربابنة الشاطئ الهندي الغربي في القرنين الخامس عشر والسادس عشر مقدرةً ونزاهةً تغمده الله برحمته»، أما الأهم بالنسبة إلى علاقةِ «ابنِ ماجدٍ» بـ«دي ڠاما» فما ذكره «سيدي علي ريّس» في مقدمة كتابه آنف الذكر والمعروف اختصاراً بـ«محيط»: «في عامِ 1554 أقمتُ خمسةَ شهورٍ في مدينةِ البصرةِ حيثُ بدأتِ الرياح الموسمية [يقصد تعذّر عليه الإبحار بسبب تلك الرياح]، ثم أقلعتُ للهندِ، ودامت هذه الرحلة ثمانيةَ شهورٍ [أي بما فيها إقامته في الهند وعودته]، ولم أدعْ فيها فرصةً تمر دون أن أشغل نفسي في الحديث بأمور الملاحة مع نوتيّة (جمع نوتي: بحار) الساحل»، فالأميرالُ القديرُ الذي أُرسِلَ لقتال البرتغاليين وترصّدِ أخبارهم، والعالمُ الذي كان في حينه عاكفاً على ترجمة مؤلفاتِ ابنِ ماجدٍ -وأهمها كتاب الفوائد- أو مقتطفاتٍ كبيرةٍ منها من العربية -التي كان يتقنها- إلى التركية العثمانية كي يضمّنها كتابَه، وكان على معرفةٍ واسعةٍ بابنِ ماجدٍ وأعمالِهِ، وصاحبَ الملاحين المحليين وسامرهم لثمانية شهورٍ، لم يتوصل إلى معرفة أنّ ابنَ ماجدٍ كان دليل حملةِ «دي ڠاما» في طريقها إلى الهند، وإلا لكان ذكر ذلك في كتابه ولو إلماحاً. وقد لاحظ الدكتور أنور عبد العليم هذا الأمر وعلق عليه قائلاً: «ومما يسترعي النظر أن كتاب «محيط» وقد كتبه صاحبه بعد ابنِ ماجدٍ بنحو خمسينَ سنةٍ وقبل كتابِ النُّهْرُوالي، وهو في نفس الوقت ملاحٌ قديرٌ تهمّه أخبار الملاحة، هذا الكتاب لم يردْ فيهِ إشارةٌ واحدةٌ إلى قصة إرشاد ابن ماجدٍ لفاسكو دي غاما إلى الهند، ولو أن «سيدي علي» قد سمع من ربابنة بحر فارس أية إشارةٍ لقصةِ الإرشادِ المذكورةِ لما تردد في ذكرها»].
[و«النُّهْرُوالي» -نسبةً إلى مدينة مولده نُهْرُوالة في كُجرات في السند، وقيل ولد بـلاهور (شمال الباكستان حالياً)- تفقه في العلوم الشرعية ثم ارتحل إلى مكّةَ المكرّمة وجاور بها، ثم إنّه تعرّف على سنان باشا (1506-1596م) -الصدر الأعظم العثماني فيما بعد، وقائدُ حملةِ اليمن عام 1571م- فطلبَ منه هذا الأخير أنْ يؤرخَ لفتحِ اليمنِ وتلك الحملةِ، فكتب كتابه «البرق اليماني في الفتح العثماني»، ولم يك رُبّاناً ولا بحاراً ولازاولَ الملاحة يوماً، وقد اعتمد على مصادرَ شفاهيةٍ وكانت الكثرة الكاثرة من بحارة ذاك الزمن أميّةّ تتناقل الأخبار عن طريق المسامرةِ وأحاديثِ تزجيةِ النفس، وكان ابنُ ماجدٍ قمةَ عمالقةِ العرب والمسلمينَ في الملاحة وعلم البحار يومئذٍ، أما البرتغاليون فهم الخطرُ الداهمُ الذي دمّرَ التجارة الإسلامية والهندية في المحيط الهندي وبحر العرب والخليج العربي والبحر الأحمر، فوجد أولئك البحّارة في هذه الروايةِ شفاءً لاشعورياً لبعض غليلهم من عدُوٍّ غاشمٍ بأن يثبتوا لأنفسهم الفضلَ في تعليمِهِ أصولَ الإبحارِ في المحيط. يدعم هذه الرواية أن الربان الماهر الذي رافق الرحلة قد أذهل «دا ڠاما» وبحارته بمرشداته الملاحية وأدواته وثانياً بعلمه ومهارته، وهذه جميعاً يعود الفضل فيها إما اختراعاً واكتشافاً وإما تطويراً واستثماراً لابن ماجدٍ لدرجة أن رحّالة ذلك العصر يروون أن النواخِذة (جمع نُوخَذة) والربابنة تعارفوا على عُرْفٍ وهو قراءة الفاتحة على روحه لدى إقلاعهم في أي رحلةٍ اعترافاً منهم بعظيم فضله وعلمه، وعملاً بوصيّته بذلك في أعماله التي درسوها وحفظوا متونها، فكأنه بمنزلة إقرارٍ منهم بتلمذتهم على يديه، ومع الزمن وتناقل الروايات من شخصٍ لآخر تحورت القصة من فضل علم ابنِ ماجدٍ وأدواته ومرشداته الملاحية على «دي ڠاما» إلى فضل «ابنِ ماجدٍ» ذاته عليه، وأُلبِسَ ابنُ ماجدٍ بأميرِ الدفّةِ ذاك الربان المجهول الذي قاد الرحلة إلى الهند، وذلك إما خطأ من البحارة المحليين وإما من النُّهْرُوالي نفسه. على أنَّ ما يجرح رواية النُّهْرُوالي هو النُّهْرُوالي ذاته، إذ إنه عندما ذكر ابنَ ماجدٍ في كتابه أشار إليه بصيغة المبني للمجهول حيث كتبَ (النصّ كما أورده أنور عبد العليم الذي اطّلع على نسخةٍ مخطوطةٍ من ذاك الكتاب في الخزانة التيمورية بالقاهرة): «إلى أن دلّهم [أي البرتغاليين] شخصٌ ماهرٌ من أهل البحر يقال له أحمدُ بنِ ماجدٍ»، وهذا دليلٌ على أن النُّهْرُوالي كان يجْهَلُ ابنَ ماجدٍ، ولم يطّلعْ على آثاره، ولم يعرفْ عن فضله وعلمه، في وقتٍ كان ابنُ ماجدٍ أشهرَ من نارٍ على علمٍ في القرنين الخامس عشر والسادس عشر الميلاديين في عالم الملاحة العربية والهندية والفارسية وأوساط البحارة في بحر الهند وبحر العرب والخليج العربي وبحر القُلْزم وربما بحر الصين الجنوبي أيضاً، هذا القصور في معرفة النُّهْرُوالي بابنِ ماجدٍ يُضعّف من روايته وموثوقية مصدرها، كما أنّ مقابلةَ نصّ النُّهْرُوالي مع نصِّ «علي ريس» السالفِ ذكره تُرجّحُ أن الخلط في قصة الإرشاد تلك كان من النُّهْرُوالي نفسِه].
[فضلاً عن ذلك فإن المؤرخين البرتغاليين الأقربَ عهداً إلى الأحداثِ والأكثرَ التصاقاً بها بحكمِ علاقتهم بتوثيق تاريخ إمبراطوريتهم وتوسعها مثل جواو دي باروش (1553م) (بالبرتغالية: João de Barros) (عاش 1496–1570م)، ولوبيث دي كاستنهِدا (1554م) لم يأتوا على ذكر ابنِ ماجدٍ، وقد كانَ البرتغاليّون يومها على علمٍ به وبأهميته حتى لقبّوه في أدبيّاتهم الأميرال (بالبرتغالية: almirante)، أمّا يومياتُ مدوّنِ رحلةِ «دي ڠاما» نفسِها والتي تُوثّقُ لتلك الرحلة، فدعت الربّانَ الذي أرسله صاحب مالندي دليلاً لهم في طريقهم إلى الهند «المعلم كاناكا»، و«كاناكا» باللغة السنسكريتية الحاسب بالنجوم أي بالملاحة الفلكية. وهذي قرينةٌ تدعم ما سينتهي إليه الشيخ القاسمي لاحقاً من أن أمير الدفّةِ ذاك كان هندياً. يبقى أن ابنَ ماجدٍ كان في ذلك الوقت قد بلغ من الكبَرِ عتياً فقد كان في الثمانين من عمره، وأرجح الرأي أنه كان تقاعد عن العمل وقت حملة «دي ڠاما»].

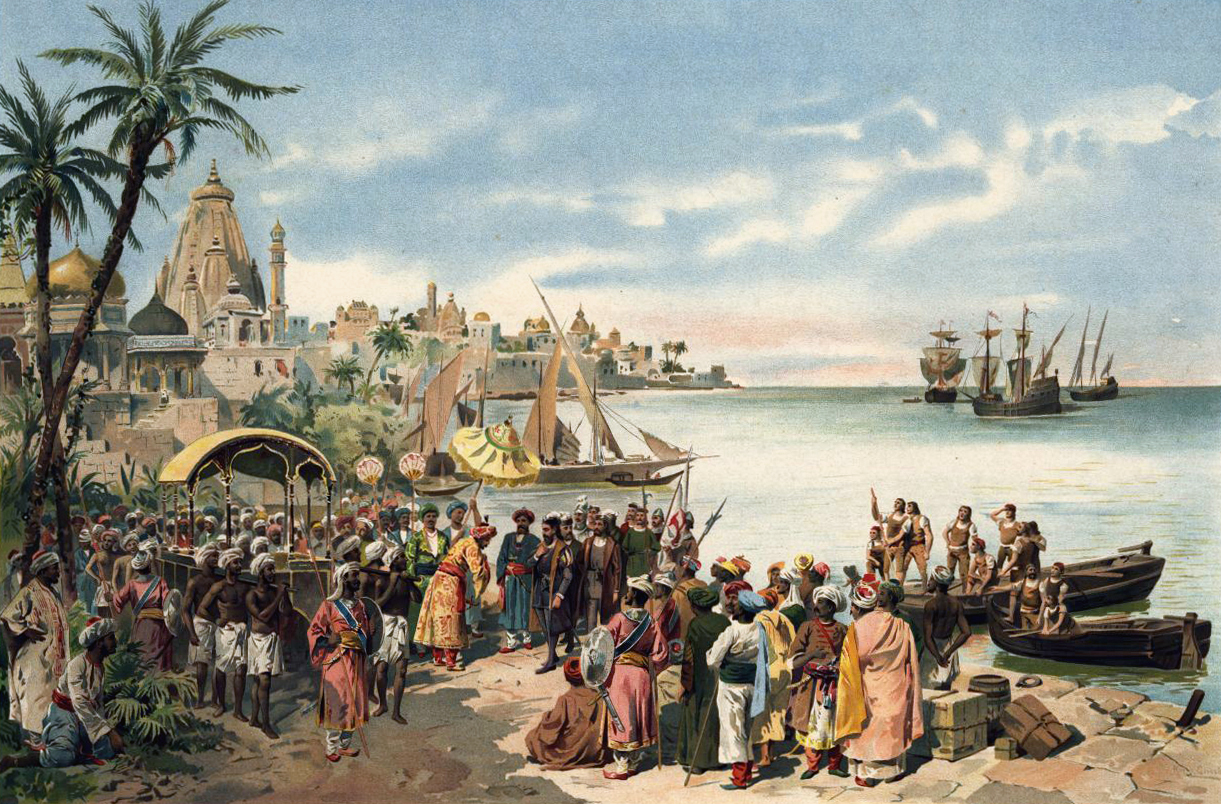
لوحة تمثل لحظة وصول «ڤاسكو دي ڠاما» إلى قليقوت.

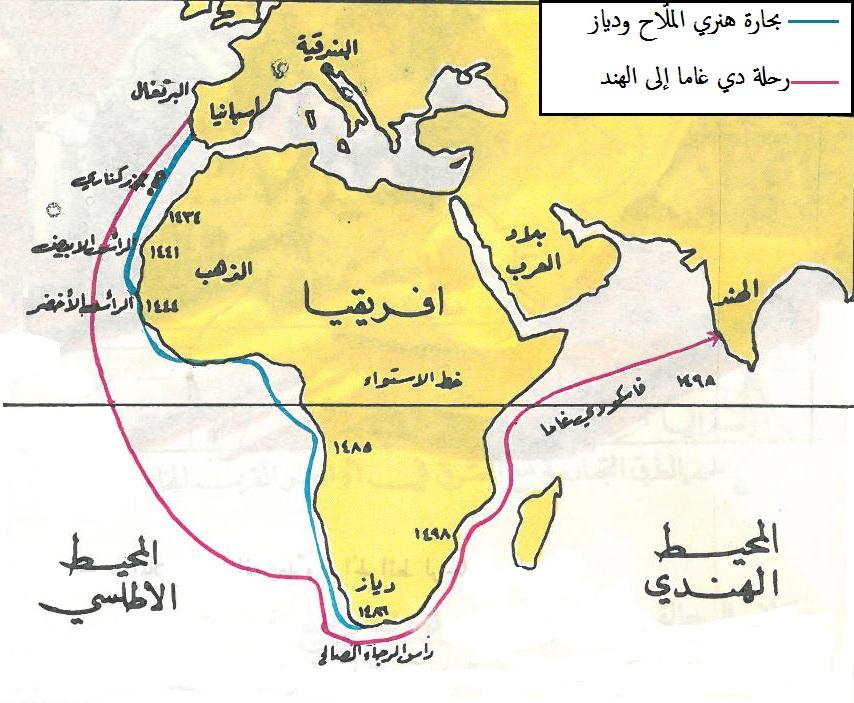
خريطة تبيّن بداية تحول مركز التجارةِ الدوليةِ من المتوسط إلى الأطلسي. بالأزرق: اكتشافات بحارة هنري الملاح، وطريق بارثلميو دياز إلى رأس الرجاء الصالح، بالأحمر: طريق ڤاسكو دي ڠاما الذي سلكه إلى الهند.

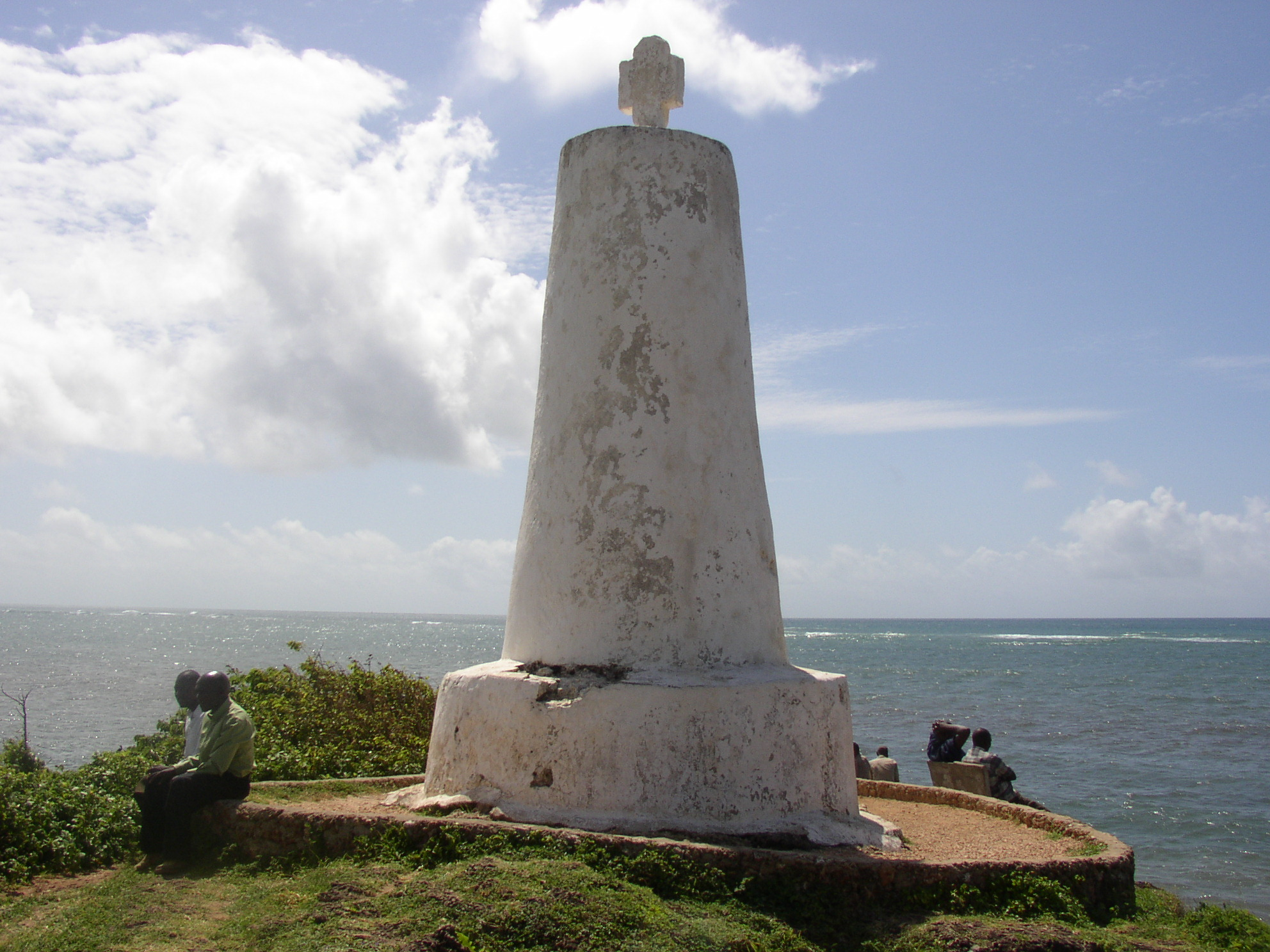
نصب تذكاري لرحلة ڤاسكو دي ڠاما في مالندي،

أما الخلط الثاني الذي يقع فيه الكثيرون فهو اكتشاف رأس الرجاء الصالح (بالبرتغالية: Cabo da Boa Esperança) ونسبته لـ«دي ڠاما»، بينما هو من اكتشاف البرتغالي بارثلميو دياز (1450–1500م) (بالبرتغالية: Bartolomeu Dias) سنة 1488م، فهو أول من اكتشف الساحل الجنوبي لإفريقيا ودخل المحيط الهندي قبل أن يقفل عائداً أدراجه، وقد أطلق على الرأسِ «رأسَ العواصف» (بالبرتغالية: Cabo Tormentoso) لما عاناه من عواصفَ عاتيةٍ في الوصول إليه، إلا أنّ الملك جواو الثاني أطلق عليه اسمه الحالي تيمناً بالاكتشاف، وبما سيعقبه، كما تبادل الرسائلَ مع الرحّالةِ بيرو دي كوفيليا -الذي أرسل من قبل ملك البرتغال إلى مصر ووصل عن طريق القاهرة إلى عدن فإلى ساحل مليبار في آسيا من جهةٍ، وساحل زنجبار في إفريقيا على الجهة الأخرى، وبلغ حتى أقصى جنوب سفالة (بالإنجليزية: Sofala)، وذلك بين عامي (1487–1488)- فكان حلاً لمعضلةِ الدورانِ حول إفريقيا، والطريق إلى الهند وجزر الهند الشرقية (إندونيسيا وتيمور الشرقية والفليبين).
وإذ لم يكن «دي ڠاما» هو من اكتشف رأس الرجاء الصالح، كما أنّ الرحلة من البرتغال حتى مالندي لم تك -ولو نظرياً- من اكتشافه أو أوليّاته، أما المرحلة الأخيرة وهي الطريق من مالندي إلى الهند فقدْ كانت مطروقةً من قبلِ العرب والهنود قبل «دي ڠاما» بدهرٍ داهرٍ، فبذا تثور شكوكٌ جدّيةٌ حول أحقية «دي ڠاما» في نسبة اكتشافِ طريق الهند إليه، فإن يك هو أول من قطعه من الأوروپيين، فهو ليس أول من عرفه واكتشفه.

#### رأي الشيخالقاسمي
رأى الدكتور سلطان بن محمد القاسمي أن ابنَ ماجدٍ بريء من مرافقة دي ڠاما في رحلته إلى الهند، وأسّسَ القاسمي رأيه بعد مراجعاته مخطوطاتٍ قديمةً لمن عاصروا تلك المرحلة وقد عثر على مخطوطة يوميات الرحلة الأولى لـ«ڤاسكو دي ڠاما» في مكتبة بلدية بورتو، وتبيّن له أن ذلك المرافق كان هندياً مسيحياً من مملكة كجرات، ولم يك ابنَ ماجدٍ كما يُشاع خطأً في كتب التاريخ الحديث.

## ذكراه
- ألف المستشرق الروسي ثيودور شوموفسكي الذي عثر على أرجوزةٍ مخطوطةٍ لابنِ ماجدٍ في مكتبة إسطنبول كما عثر أيضآ على ثلاث مخطوطاتٍ أخر في مكتبة ليننجراد له ألّف كتاباً أسماه (ثلاث أزهار في معرفة البحار لأحمد أبن ماجد ملاح فاسكو دي غاما).[28]
- ونشر مركز المزماة كتاباً تحت عنوان «أحمد بن ماجد ملاح من جلفار» تَأْليف الدكتور سالم حمد.
- كما صدر كتاب (أرجوزة تحفة القضاة «أحمد بن ماجد») من تأليف وتحقيق حسن صالح شهاب عام 1991 عن اتحاد كتاب وأدباء الإمارات